# International Alert
 (décembre 2012).
Si vous disposez d'ouvrages ou d'articles de référence ou si vous connaissez des sites web de qualité traitant du thème abordé ici, merci de compléter l'article en donnant les références utiles à sa vérifiabilité et en les liant à la section « Notes et références ».
International Alert est une ONGI, fondée à Londres en 1985 qui travaille dans le domaine de la consolidation de la paix. Cette organisation cherche à influencer les politiques et les méthodes de travail des gouvernements, des organisations internationales et des entreprises multinationales afin de prévenir et de mettre fin aux régimes et aux conflits violents à l'encontre des populations les plus touchées. 
Elle est présente au Proche-Orient, en Afrique de l'Ouest, en Amérique latine, en Asie centrale, en Caucase du Sud, le Népal, les Philippines et le Sri Lanka.

## Organisation

### Secrétaire général
| Année       | Nom              |
| ----------- | ---------------- |
| 1985-1990   | Martin Ennals    |
| 1991        | Leah Levin       |
| 1992-1997   | Kumar Rupesinghe |
| 1998        | Martin Honeywell |
| 1999-2003   | Kevin Clements   |
| Depuis 2003 | Dan Smith        |

## Récompenses
- 2013 : 86e meilleure ONG du Monde selon The Global Journal.